# شاه‌بلاغ (آغ‌دام)
شاه‌بلاغ (به لاتین: Şahbulaq) یک منطقهٔ مسکونی در جمهوری آذربایجان است که در شهرستان آغ‌دام واقع شده‌است.